# ماهی فرچه‌دهان ژرف‌زی پاور
ماهی فرچه‌دهان ژرف‌زی پاور (نام علمی: Vinciguerria poweriae) نام یک گونه از سرده وینچیگوئرا است.